# غروب در مونت ماژور
غروب در مونت ماژور. نقاشی رنگ روغن از یک چشم‌انداز است که ونسان ون گوگ نقاش هلندی در ژوئیهٔ سال ۱۸۸۸ کشید. ابعاد این تابلو ۷۳٫۳ در ۹۳٫۳ سانتی‌متر است. این تابلو هم‌اکنون در مالکیت مجموعهٔ خصوصی قرار دارد. تا سال ۲۰۱۳ تصور می‌شد این تابلو بدلی باشد.

## تاریخچه
این نقاشی در سال ۱۸۹۰ در میان مجموعه آثار ونسان ون گوگ در انباری برادرش تئو ون گوگ پیدا شد. پس از این‌که در سال ۱۹۰۱ فروخته شد، دیگر هیچ نشانی از مالکیت آن وجود نداشت و نقاشی ظاهراً گم شده بود.
در سال ۱۹۰۸، یک صنعتگر نروژی به نام کریستین نیکلای موستاد که معتقد بود این اثر ونسان ون گوگ است، این نقاشی را خرید و آن را در خانهٔ خود به نمایش گذاشت. طبق گفتهٔ خانوادهٔ موستاد، سفیر فرانسه در سوئد که مهمانِ خانهٔ موستاد بود، توصیه کرد که این‌کار احتمالاً متعلق به ونسان ون گوگ نباشد. بعد از آن، موستاد نقاشی را پایین آورد. این نقاشی تا زمان مرگ موستاد و نمایش مجدد نقاشی به عنوان دارایی‌اش، در اتاق شیروانی او نگه‌داری می‌شد.

## بررسی اصالت
در دههٔ ۱۹۹۰ این نقاشی برای بررسی اصالت، به کارشناسان موزهٔ ون گوگ سپرده شد، اما به دلیل نداشتن امضای ون گوگ، اصالت آن تأیید نشد. در سال ۲۰۱۱ با وجود تکنیک‌های بهبودیافته و دقیق‌تر، یک تحقیق دوساله توسط موزهٔ ون گوگ برای بررسی اصالت نقاشی آغاز شد. این نقاشی مورد بررسی دقیق‌تر قرار گرفت و مشخص شد که در همان طیف رنگی نقاشی شده‌است که در آثار ون گوگ در آن دوره دیده می‌شود. از جمله شواهدی که صحت این نقاشی را تأیید کرد، نامه‌ای بود که ونسان ون گوگ در تاریخ ۵ ژوئیهٔ ۱۸۸۸ به برادرش تئو نوشته و در آن منظره‌ای که یک روز قبل نقاشی کرده را توصیف کرده بود.
در ۹ سپتامبر ۲۰۱۳ موزهٔ ون گوگ در پرده‌برداری عمومی از این نقاشی اعلام کرد که این اثر به عنوان نقاشی ون گوگ نیز تأیید شده‌است.